# Plesiomma ferrugineum
Plesiomma ferrugineum là một loài ruồi trong họ Asilidae. Plesiomma ferrugineum được Macquart miêu tả năm 1838. Loài này phân bố ở vùng Tân nhiệt đới.